# Empátia
Az empátia avagy beleérző képesség, amivel egy másik ember vagy élőlény lelkiállapotába tudjuk helyezni magunkat. Az empátia megnyilvánulása például, ha valaki egy másik ember bánatát hallgatva, egy másik élőlény szenvedését látva, önmagát az adott helyzetbe beleképzelve saját élményként éli meg. Empátiás képessége fejlett állatoknak is lehet, pl. elefánt, delfin, kutya, egyes majmok. Az empátia az ókori görögöknél eredetileg a műalkotások megértését jelentette.

## Katarzis
A katarzis Arisztotelész szerint a tragédia folyamán a főhősben és a nézőben bekövetkező megrendült, emelkedett, megtisztult lelkiállapot. A dráma megráz. Gondolkodásra kényszerít. A néző azonosul a főhőssel, átveszi érzelmeit. Kilép saját világából. A végszó után a figyelem visszatér a megszokásba, de az átélés - nagymosásként tisztítja élményeit.

## Theodor Lipps
Theodor Lipps, Wundt tanítványaként, a beleélési (empátiás) elmélet révén vált ismertté. A tárgyak tendenciákat/ vonzatokat váltanak ki belőlünk, ezeket visszavetítjük a tárgyakba. A függőlegest, például, hosszabnak véljük, mint a vízszintest. Az esztétika - hasonló beleélést indít. A mozgásos feszültséget is bevetítjük a tárgyakba.

## Sigmund Freud
Sigmund Freud kezdetben hipnotizálta betegét. Fokozatosan áttért az emlékek laza/ relaxált megbeszélésére. Így jobban megértette vizsgáltját. Ferenczi Sándor szerint nem eléggé egyenrangú betegével. A gyógyulásban lényeg a beteg és orvos közötti benső/ intim kapcsolat, az indulatátvitel. A gyógyítás - helyre teszi az emlékeket, katartikus módon. Freud a beleélést inkább körülírta. Magától értetődőnek vette az elemző/ analitikus helyzetben. Az „Einfühlung” szót használta, amit gyakran „empathy”-ként fordítottak. Azért ült látótéren kívül, hogy ne adjon támpontot a betegnek. Gyakran utánozta betege testbeszédét a jobb megértés érdekében. Olvasta Lipps könyveit. Ismertnek tekintette a beleérzés, beleélés fogalmát.

### Megértés
A megértés Karl Jaspers nyomán alakult ki. Általános pszichopatológiájában (1913, németül) hirdeti: a pszichológiai megismerés célja - a lelki jelenségek belső viszonyainak intuitív/ ráérző átélése. Wilhelm Dilthey pszichológus adta az igényt a megértő lélektanra   Jaspers az elmekórtanban leírta a tudat tüneti megnyilvánulásait. Megrajzolta a tünet-képeket, megalapozta a Diagnosztikát/ kórisme tant. Később a diagnózisba került a kiváltó tényező, társadalmi indíték is.

### Érzelmi összetevő
Antonio Damasio neurológus észrevette, hogy egy érzelemsérült betege, bár észszerű/ racionális gondolkodása működött, döntésképtelenné vált. Nem ismerte fel a döntés idejét. Damasio szomatikus markere/ zsigeri jelzője ösztönösen jelez, múltbéli érzelmek alapján. Az „affektív” összetevő előre jelez. Hangulatunk rossz, ha hiba van. Carl Rogers tapasztalta, hogy csak a hiteles lelki tanácsadó eredményes, aki őszintén érdeklődvén ügyfele iránt nem rejti el saját nehézségeit.

## Az empátiás képesség kialakulása
Az anya nemcsak gondoz, óv és nevel. Harlow, H.F. kísérletében a „drótanyánál” volt a tej. A majom kölyök mégis a „szőrös anyába” csimpaszkodott. Szopott a drótnál, de vissza csimpaszkodott a szőrös anyapótlékra. A csecsemő érzékeli anyja lelkiállapotát, érzelmi változásait. Az anya a sírásban egyre több „kérést” érzékel.

Az empátia kialakulásában jelentős szerepe van a szülői nevelésnek. A szülői támogatás és a gyermek empátiára való képességének kapcsolata a szociális tanuláselméleten keresztül is magyarázható: a segítőkész, támogató szülők példaképként szolgálnak a gyermekek számára, akik így empatikusabbá válnak.
Az empátiás képesség személyiség függő: vannak jó és kevésbé jó empátiás készségű emberek. Ez a képesség természetesen fejleszthető. Az empátia az ember pillanatnyi lelki állapotától is függ, hiszen, ha valakinek magának is gondjai vannak, kevésbé tud bele helyezkedni más lelki állapotába.
Ugyanez megfordítva is igaz. A rideg, ingerszegény családi környezet, a családi erőszak, a rossz szülői példa a veleszületett empátiás készség elsorvadását eredményezheti. A veleszületetten jó empátiás készség elsorvadhat akár tudatos kineveléssel (pl. janicsárok, napjaink gyerekkatonái stb.),  vagy akár a családon kívüli szociális környezet által is  (rossz társaság, bandázás). A családi nevelés, környezeti behatások által gyakori az olyan kettősség, amely szerint bizonyos személyek, csoportok felé mély empátia jön létre (pl. család, munkahely, barátok), míg másokkal szemben ennek akár teljes hiánya figyelhető meg (pl. idegen népek, másik sportklub hívei stb.). Empátia, vagy annak hiánya állatokkal, de akár élettelen dolgokkal kapcsolatban is létrejöhet (pl. aggódás a pusztuló természetért).
Hasznos különbséget tenni az empatikus beleérző képesség és a mások nézőpontjának, érdekének tudatos elfogadása között, mivel a kutatások alapján az előbbit elsősorban az anyai, az utóbbit az apai nevelés fejleszti.
A hagyományos nemi szerepek alapján az anyák a „belügyekért” (törődés a gyermek érzelmeivel), az apák pedig a „külügyekért” (segítség a világ felfedezésében) felelnek. A gyermek nemétől is függhet az empátia mértéke, pl. a nyugati kultúrkörben az empatikus viselkedést inkább a nőknek tulajdonítják.

## Az empátia kutatása
Több kutatás is alátámasztotta, hogy mások érzéseivel való azonosuláskor ugyanazok az idegi struktúrák aktiválódnak, amelyek a saját érzelmek átélésekor.
Az empátia érzelmeket ragad meg minőségben és mennyiségi viszonylatban. A szorongás - kísérleti körülmények közt könnyen előidézhető. Sok kutatás igazolta az empátiás megértés lehetőségét. Más kutatóknál nem volt megfelelő korreláció. Az érzelmi rezonancia, a beleélés lehetősége is adatolva.
Az empátiát a haraggal és az agresszív viselkedéssel összefüggésben is vizsgálták.  Az érzelmi kifejezőkészség és a harag helyesen bejósolják az iskolás gyermekek empatikus viselkedését. Az empátia pedig erősen előrejelzi a proszociális viselkedés mértékét. A főhatás modell szerint az empátiának főhatása van és csökkenti a haragot és az agressziót is. A közvetett modell szerint az empátia kevesebb haraghoz, amely pedig kevesebb agresszióhoz vezet.  A kutatási eredmények inkább a főhatás modellt támasztották alá. Megfigyelhetők voltak nemi különbségek is. A kutatásban 24 5 éves kisgyermek vett részt, akik összesen 6 emberke nemek szerinti csapatot alakított ki. A kísérletek során a kisgyermekek (5 évesek) összesen az idő 2/3-ban mosolyognak.  A nemek közti különbségek beváltak: a fiúk nagyobb arányban mutattak agresszív viselkedést, míg  a lányok több proszociális dologba kezdenek.  Az összesített eredmények szerint az empátia a harag és agresszió varianciájának 18%-át magyarázza, míg a proszociális magatartások varianciájának mindössze 8%-át jósolja be az empátia.
Bizonytalanság a kutatással kapcsolatban, hogy az agresszió és a harag közti korreláció nagyon magas volt, így elképzelhető, hogy nem mérték pontosan a fogalmakat. Egy másik nem várt eredmény, hogy előfordult, hogy a harag csökkent a longitudinális kutatás (4 alkalom) során, ám az agresszió nőtt.
Az empátiától különbözik a szimpátia, amelynek lényege, hogy valaki például egy számára rokonszenves panaszkodó beszámolóját elfogadja, emiatt esetleg segít rajta, de nem feltétlenül éli meg sajátjaként a másik fél gondját.

## Az empátia hiánya
Az empátia a társadalmi vélekedés szintjén inkább a nőkre jellemző tulajdonság, míg a hagyományos férfiszerepek esetében (harc, agresszió, vadászat stb.) kevésbé fontosak, vagy egyenesen nem kívánatosak. Ennek megfelelően a nők átlagos empátiás képessége magasabb, mint a férfiaké.
Noha az empátia képessége nélkül az ember nem számít lelkileg teljesen kifejlett és egészséges személyiségnek, nagyon nagy a szórás az egyes emberek között. Az átlagosnál magasabb, teljes körű és mély empátiás készségre az embereknek csak kisebb része képes, ez a képesség azonban sok lelki szenvedést okozhat számukra. Napjaink felgyorsult világába az empátia sok tekintetben nem fér bele, az egyént érzelmileg sakkban tartja, esetenként tetteiben, karrierjében korlátozza, ezért bizonyos szempontból „divatjamúlt”. Sokan rossz, az önmegvalósítást gátló, férfiatlan tulajdonságnak, afféle leküzdendő gyengeségnek tartják.
Az empátia jelentősen csökkent szintje, vagy teljes hiánya mindkét nemnél súlyos szociális zavarokat okoz. Az empátiára való képtelenség többek között az Asperger-szindróma, pszichopátia, nárcizmus, borderline személyiségzavar és az autizmus kísérőjelensége is lehet.
Hosszantartó, vagy kivételesen súlyos, a személyiséget ért stressz hatására (frontszolgálat, fogság, kínzás, börtön, láger, poszttraumás stressz stb.) sok egyéb mellett az empátiás készség is eltompulhat időlegesen, esetenként akár véglegesen. Ugyanez a jelenség, az eltompulás fenyegeti a munkájukból adódóan túl sok szenvedést látó személyeket.
Az empátiára képtelen személy sokszor nem érzi kórosnak saját állapotát, gondolkodása (egyéb zavar híján) logikus, érzelemmentes. Ebben az állapotban ugyan kognitive érti és felfogja más ember, vagy állat örömét, vagy szenvedését, de azt átérezni, vagy azzal azonosulni nem tud. Amennyiben pszichopátia áll az empátiahiány mögött, előfordulhat, hogy más szenvedését nem érti, vagy ha igen, tudatosan saját céljaira használja (pl. kínzás).
Enyhébb esetben (pl. Asperger-szindróma) csak a külvilág számára tűnik hidegnek és  érzéketlennek, viszont amennyiben pszichopátia résztünete, az eredmény - a minden emberi érzés nélküli háborús bűnös, vagy gátlástalan bűnöző lehet.

## Empátia és foglalkozások
Bizonyos foglalkozásoknál mély empátiás érzés szükséges (pl. lelkipásztor, szociális segítő, állatmenhelyes stb.). Szintén magas empátiát követel a legtöbb alkotóművészet.
Másoknál a hatékony segítéshez, a rengeteg szenvedés látásához és elviseléséhez korlátozni kell az empátiát (pl. orvos). Alacsonyabb empátiaszint jellemző a köztisztviselőre, különféle ellenőrre, rendőrre, sikeres cégvezetőre, politikusra, jogászra, ügyvédre, bíróra, sebészre, bolti eladóra, sportolóra.
Más foglalkozást empátiás készség nélküli ember vállal (pl. börtönőr, hóhér stb.).

## Néhány példa az empátiás készségre és annak hiányára
Az empátiás készség a mindent átérezni képes altruista/ önzetlen és a minden érzésre képtelen pszichopata/ kóros-lelkű között széles skálán mozog. Lentebb néhány példa az átlagnál kissé magasabb és kissé csökkentebb empátiás készséget mutatja be. A teljeskörű empátiás készséggel rendelkezők, illetve a teljes hiányban szenvedők szélsőségesebben is reagálhatnak az egyes helyzetekre. A skála egyik végén a tudatos segítségnyújtás, másik végén a lelki, vagy akár fizikai bántalmazás állhat.
- Kéregetőnek pénzt ad, mert elképzeli, hogy bárki az utcára kerülhet, valamint milyen rossz lehet éhesen kéregetni az utcasarkon. Empátia nélkül, jó helyzetében, nem képes átérezni a kéregető helyzetét.
- Megsajnálja az utcán a kóbor kutyát, mert elképzeli, milyen kiverten, éhesen kóborolnia. A skála egyik végén álló ember - ha van rá lehetősége - akár hazaviszi és befogadja, a másik végén álló, például, kövekkel meghajigálja.
- Súlyos beteget látva elképzeli, milyen feküdni ágyhoz kötötten. Empátia nélkül erre egészségesen nem képes.
- Nem megy külföldre dolgozni, mert idős, beteg szüleit – átérezvén azok helyzetét – nem hagyja magára. Empátia nélkül minden további nélkül elmegy külföldre.
- Hivatalos személyként eltekint egy apró büntetéstől, mert átérzi, hogy nem szándékosság, hanem figyelmetlenség okozta. Empátia nélkül gépiesen büntet, csak a szabályzatra gondol.

## Kapcsolódás
- Pszichiátria
- Carl Rogers
- Pszichoanalízis
- Katarzis
- Thomas Gordon
- Nemzetközi Karitász